# Heinz von Moisy
Heinz von Moisy (* 11. Mai 1935  als Heinrich Gandenberger von Moisy; † 3. Mai 2017 in Tübingen) war ein deutscher Jazzmusiker (Schlagzeug, Komposition).

## Leben und Wirken
Moisy erhielt 1951 den ersten Schlagzeug-Unterricht. Vier Jahre danach folgte sein erster Einsatz als Profi. In den späten 1950er Jahren gehörte er zum Quintett von Michael Naura, mit dem er auch Schallplatten einspielte.
1961 studierte er bei Alan Dawson an der Berklee School of Music in Boston; er blieb bis 1964 in den Vereinigten Staaten und spielte als einziger Weißer in einer afroamerikanischen Band. Konsequenterweise trat er in eine „schwarze“ Gewerkschaft ein. Zurück in Deutschland arbeitete er in Berlin als Musiker. Er war als Sessionmusiker mit Drafi Deutscher und Olivia Molina unterwegs, machte Theater-Musik und verfasste das Kapitel „Drumset“ für das Große Buch der Schlagzeug-Praxis. Als Schlagwerker war er auch an Aufnahmen mit dem Ars Nova Ensemble Nürnberg und mit Lucky Thompson beteiligt.
1979 wechselte er nach Tübingen, wo er an der Musikschule unterrichtete und ein Perkussions-Studio aufbaute. Daneben leitete er 16 Jahre lang die Internationalen Tübinger Perkussionstage. Er war Mitglied des International Jazz Trios um Karol Szymanowski. Mitte der 1980er-Jahre war er als Vertreter Europas im Vorstand der Percussive Arts Society tätig.
Unter eigenem Namen legte er u. a. das Album Las Plantas (1977) vor. Auch komponierte er.